# Huayin
Huayin, tidigare romaniserat Hwayin, är en stad på häradsnivå som lyder under Weinans stad på prefekturnivå i Shaanxi-provinsen i nordvästra Kina. Den ligger omkring 110 kilometer öster om provinshuvudstaden Xi'an. 

## Källa
1. ↑  ”worldpostmarks.net”. Arkiverad från originalet den 2 januari 2015. https://web.archive.org/web/20150102101710/http://worldpostmarks.net/HTML%20Countries/china.htm. Läst 22 juli 2015.

- Wikimedia Commons har media som rör Huayin.